# Peixe-espátula-do-mississippi
O peixe-espátula-do-mississippi, peixe-espátula-comum ou simplesmente peixe-espátula (nome científico: Polyodon spathula) é um peixe do gênero Polyodon. Esta espécie e também todas as outras espécies de peixe-espátula possui um focinho enorme, em forma de espátula e coberto de papilas gustativas.